# Anthony Soprano, Jr.
Anthony John „A.J.” Soprano, Jr. (n. 15 iulie 1986), interpretat de Robert Iler, este un personaj fictiv în seria televizată distribuită de HBO, Clanul Soprano. Mai cunoscut ca „A.J.”, el este fiul lui Carmela și Tony Soprano și este o adevărată „pacoste” pentru părinții săi. Deși este singurul fiu al Șefului, pe parcursul serialului devine clar că A.J. nu are potențialul necesar pentru a-i călca pe urme tatălui său și a deveni membru al organizației sale mafiote.